# Великокасаргульська сільська рада
Великокасаргу́льське сільська рада (рос. Большекасаргульский сельский совет) — сільське поселення у складі Катайського району Курганської області Росії.
Адміністративний центр — село Велике Касаргульське.
Населення сільського поселення становить 202 особи (2017; 254 у 2010, 423 у 2002).

## Склад
До складу сільського поселення входять:
| Населений пункт            | Населення, осіб (2002) | Населення, осіб (2010) |
| -------------------------- | ---------------------- | ---------------------- |
| Велике Касаргульське, село | 299                    | 186                    |
| Митькина, присілок         | 112                    | 58                     |
| Павлунина, присілок        | 12                     | 10                     |